# Aleksandra Boscanin
Aleksandra Boscanin, född 27 juli 1994 i Karlskoga, är en svensk ledarskribent.
Boscanin är uppvuxen i Katrineholm. Hennes föräldrar kom till Sverige i början av 1990-talet som en följd de jugoslaviska krigen. Hon har en examen i statsvetenskap.
Våren 2016 började hon vikariera som ledarskribent på Svenska Dagbladet. Därefter började hon skriva för Göteborgs-Posten och var mellan 2016 och 2018 ledarskribent på tidningen.